# Réserve naturelle de Bossématié
Pour l’article homonyme, voir Bossématié.

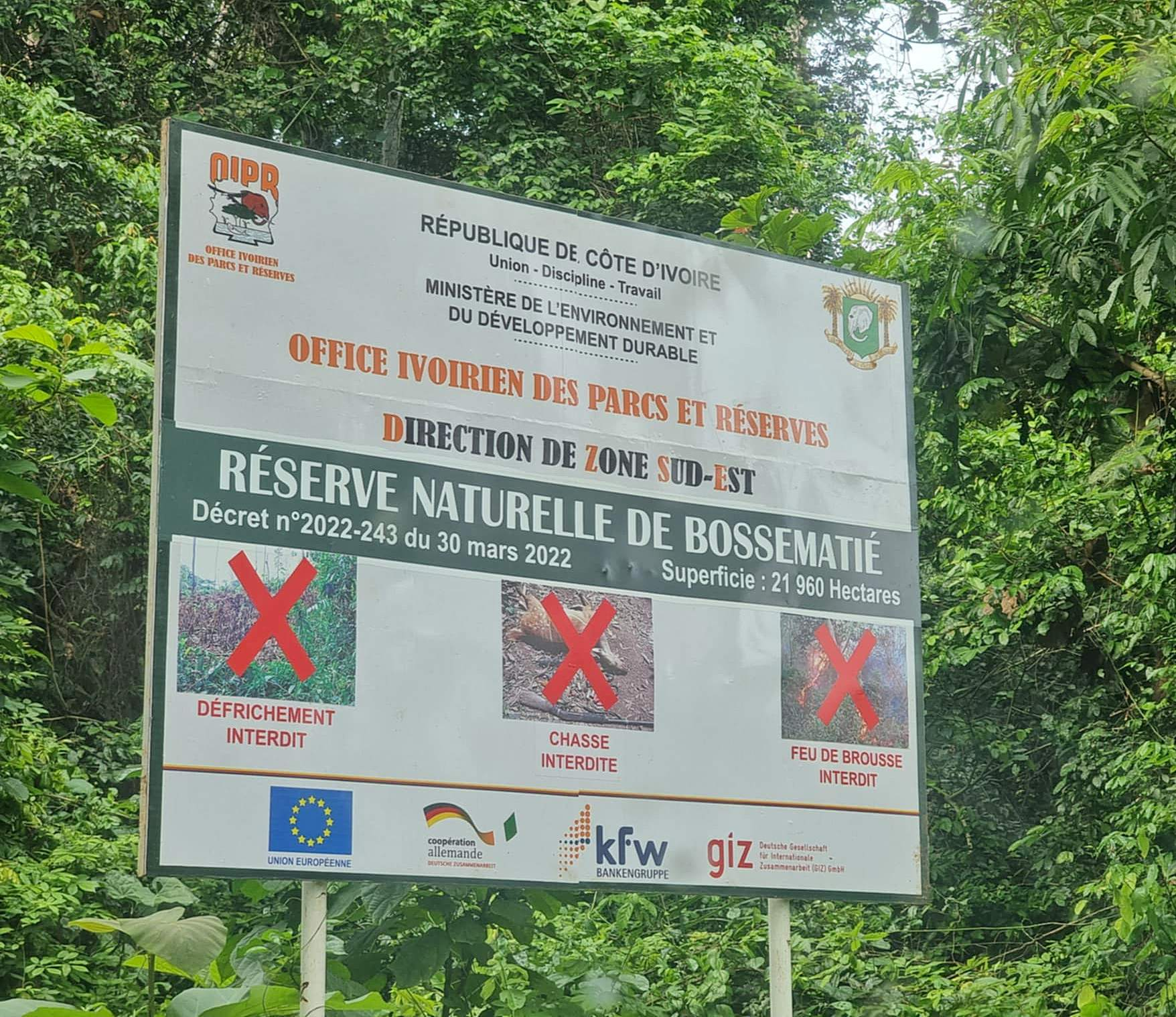
Entrée nord-est de la Réserve, 2024

La réserve naturelle de Bossématié est une réserve naturelle créée sur la forêt de Bossématié, en Côte d'Ivoire.

## Histoire
La réserve a été créée sur la forêt de Bossématié en 2022. La forêt a bénéficié auparavant d'une politique active de protection et de reforestation. Cela n'empêche pas des cultures illégales du cacao d'y perdurer,. L'objectif du gouvernement ivoirien, selon ses propres dires, est de faire de ce lieu un « pôle attractif et résilient aux effets du changement climatique » grâce à la présence de l'une des dernières populations d'éléphants de forêts dans le sud-est du pays.

## Faune et flore
D'après des relevés effectués en 2016, la forêt de Bossématié abrite une population estimée à environ une trentaine d'individus d'éléphants de forêt d'Afrique. Une valeur relativement similaire a été plus récemment observée en utilisant une approche différente. Néanmoins, il est fort probable que que ces éléphants transitent entre les quelques patchs forestiers ivoiriens voisins (forêts classées de Diamarakro, Béki, Songan) et ghanéens (complexe d'aires protégées de Bia),.

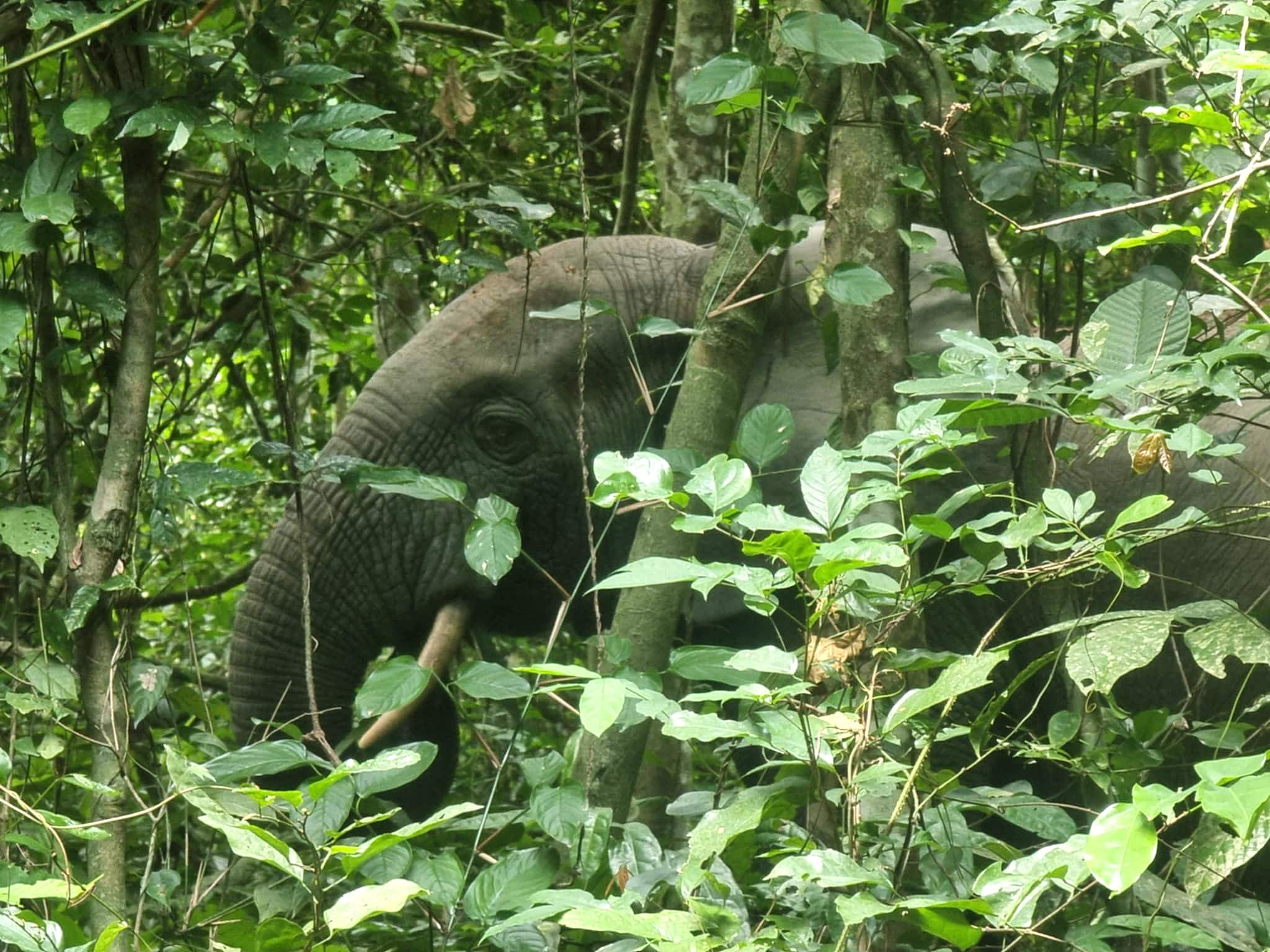
Éléphant de forêt (Loxodonta cyclotis) observé au sein de la Réserve en 2024 lors d'une prospection scientifique

En 2021, le chercheur Soulemane Ouattara et son équipe préconisent la création d'un corridor biologique entre la réserve naturelle de Bossématié et la forêt classée de Diamarakro afin de limiter la consanguinité des éléphants de Bossémiaté. Aujourd'hui, une préoccupation peut-être encore plus importante pour le devenir de ces éléphants (ainsi que le reste de la biodiversité de la réserve, qui compte encore quelques rares chimpanzés de l'Ouest en 2025), réside dans la création d'un cadre de conciliation des intérêts des différents acteurs humains locaux vis-à-vis de la réserve. Ce qui devra probablement passer par de la sensibilisation environnementale et l'implication des populations locales dans la gestion de ladite réserve, mais, et probablement plus important encore, par la résolution des conflits fonciers et identitaires localement nombreux, et en partie hérités des guerres civiles des années 2000-2010.